# Ratusz w Libercu

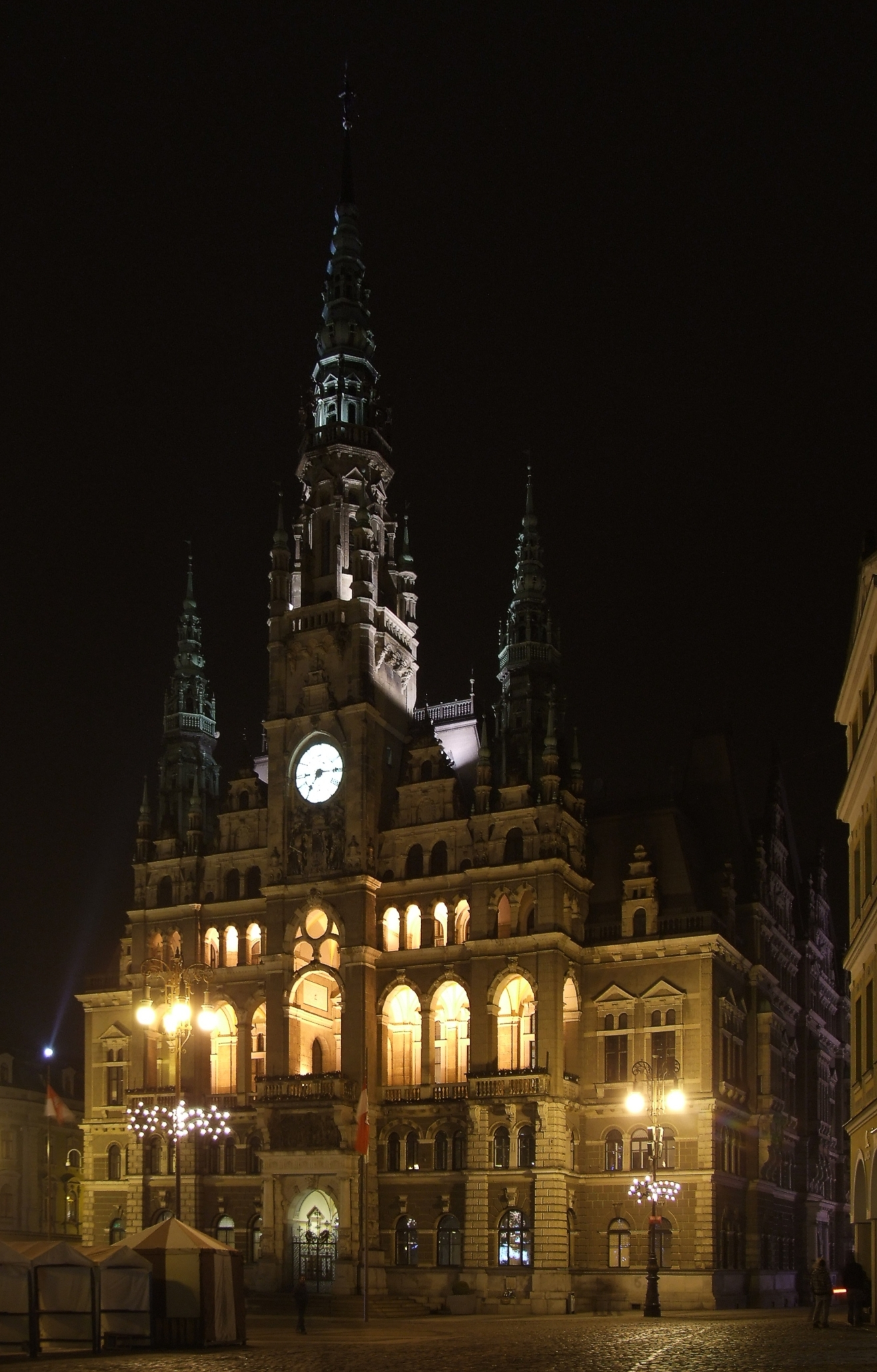
Ratusz w nocy

Ratusz w Libercu (czes. Liberecká radnice) – neorenesansowy budynek, znajdujący się na libereckim rynku (náměstí Dr. E. Beneše), jeden z symboli miasta.

## Stary ratusz
Pierwszy ratusz w Libercu, według planów Włocha Marcusa Antonia Spazia, postawiono przy dzisiejszym rynku staromiejskim w latach 1559–1603. Jednopiętrowy obiekt kryty gontem z ośmioboczną wieżą zegarową zwieńczoną pozłacaną kopułą był drugim (według innych źródeł trzecim) kamiennym budynkiem w mieście. Na parterze był wyszynk z jatkami oraz sklep z pieczywem. W piwnicach znajdowały się magazyny z piwem i winem, a najgłębiej katownia. Pomieszczenia rady miejskiej umieszczono na piętrze – dużą salę, salę obrad i mniejsze pokoje.
W 1801 w wieżę trafił piorun i jej część strawił ogień; konieczna była odbudowa. W przeciągu trzech stuleci obszar miasta Liberca rozrósł się, a sam budynek stał się za mały i został opuszczony. W II połowie XIX wieku zapadła decyzja o budowie nowej siedziby rady miejskiej.
Po wybudowaniu nowego ratusza w 1894 odbyła się uroczystość pożegnania starego budynku i rozpoczęła się jego rozbiórka, która trwała cztery tygodnie. Aby zachować stary ratusz w pamięci mieszkańców na rynku zaznaczono ciemniejszą kostką zarys jego murów; z kolei wieża w Muzeum Północnoczeskim jest kopią dawnej wieży ratuszowej. W Muzeum znajduje się także ekspozycja poświęcona dawnej siedzibie rady miejskiej, a dzwon ze starego ratusza umieszczono w nowym.

## Nowy ratusz
W 1879 zaczęto zbierać pieniądze na budowę nowego ratusza, a w 1887 ogłoszono konkurs na projekt architektoniczny. Wygrał go architekt Franz Neumann, który zaproponował konstrukcję zbliżoną do wiedeńskiego ratusza; choć mniejsza od pierwowzoru, posiadała największą powierzchnię użytkową wśród tych przedstawionych w projektach (jednocześnie projekt Neumanna miał najniższy budżet). Kamień węgielny wmurowano we wrześniu 1888, a główne prace zewnętrzne prowadzone przez firmę "Sachers i Gärtner" zakończyły się w 1890. We wrześniu 1891 na szczycie 65-metrowej wieży umieszczono metalową figurę rycerza. Nieco wcześniej, podczas wizyty w Libercu, ratusz odwiedził cesarz Franciszek Józef I. Pierwotnie planowano całkowite zakończenie wszystkich prac w 1892, ale z przyczyn politycznych (odwołanie rady miejskiej i wprowadzenie komisarza rządowego) przesunęło się ono na Wielkanoc roku 1893.
Ratusz został wzniesiony na planie kwadratu. Nad portalem wejściowym umieszczono daty rozpoczęcia oraz planowanego ukończenia budowy (1888–1892) oraz relief autorstwa Theodora Friedla, przedstawiający założenie starego i nowego ratusza. Nad nim znajduje się balkon, z którego przemawiały głowy państwa – oprócz cesarza Franciszka Józefa także prezydenci Edvard Beneš oraz Vaclav Havel. Powyżej (pod zegarem) dwie postacie heroldów otaczają herb Liberca. Z tyłu ratusza znajdują się kolejne trzy reliefy, również autorstwa Theodora Friedla.
Na szczycie wieży od początku istnienia ratusza znajdowała się wspomniana figura rycerza. Kiedy w Czechosłowacji władzę objęła partia komunistyczna, w 1952 zdjęto ją i zastąpiono czerwoną gwiazdą. Ta z kolei została usunięta w 1989, a rok później w jej miejscu pojawił się lew widniejący w herbie Czech. W ostatnich latach również i jego zdjęto, a na wieżę, po kilkudziesięciu latach przechowywania w Muzeum Północnoczeskim, powrócił oryginalny rycerz.
Na prawo od głównego wejścia umieszczono pomnik poświęcony ofiarom stłumienia Praskiej Wiosny w 1968 – na stylizowanej gąsienicy można odczytać imiona i nazwiska dziewięciu osób z Liberca, które zginęły wówczas podczas inwazji wojsk Układu Warszawskiego.

### Wnętrza ratusza
Wnętrze ratusza wykonane jest w stylu romantycznego historyzmu. Szczególnie liczne są witraże – na drugim piętrze środkowe okno zawiera personifikację Liberca; witraż ten jest darem fabrykanta barona Liebiga. Na suficie nad schodami umieszczono obraz autorstwa wiedeńczyka Andreasa Grolla – jest to alegoria miasta i rozwoju handlu suknem w Libercu. Na bocznych obrazach postacie aniołków niosą herb Cesarstwa Austrii oraz Liberca.
Na drugim piętrze znajduje się także Sala Ceremonialna – bogato zdobiona, wyłożona boazerią przez wiedeńską firmę Carla Rogenhofera, słynie ona z doskonałej akustyki. Mosiężny żyrandol ważący 450 kilogramów, przywieziono z Berlina. W lewej części sali umieszczono kolejnych 6 witraży wykonanych w miejscowości Česká Skalice, symbolizują one naukę, sztukę, stan kupiecki, przemysł, handel i administrację miejską. Kolejną alegorią miasta jest drewniana rzeźba, wykonana pod nadzorem Ferdinanda Demetza z Tyrolu – największą postacią jest Liberec, po lewej przedstawiono pomoc biednym i chorym, a po prawej handel, przemysł i mienie. Obok Sali Ceremonialnej wybudowano dwa mniejsze saloniki, służące dzisiaj nowożeńcom przygotowującym się do ceremonii ślubnej oraz do prowadzenia oficjalnych rozmów i spotkań.